# 埃斯特哈茲宮
埃斯特哈茲宮是一座位於斯洛伐克布拉提斯拉瓦老城區的一座新文藝復興建築，該建築建於1870年代 。曾經於1920年代和1950年代重建。
目前埃斯特哈茲宮的館址為斯洛伐克國家美術館。並與相鄰的擴建廳舍一起舉辦國家美術館的展覽。

## 建築設計
埃斯特哈茲宮的建築物是由建築師I. Feigler Jr.設計，是一座新風格時期的多層建築。受到維也納建築師約瑟夫·伊曼紐爾·菲舍爾·馮·埃拉赫的影響，其石製入口玄關的立面裝飾有男像柱，它們帶有捲成蝸殼的寬簷口。頂部有一個貝殼，兩側有一個花瓶為建築物最華麗的裝飾。建築有一個保存完好的樓梯、陽台、帶三角形山牆飾的窗戶等特徵。
1963年，埃斯特哈茲宮被列為國家歷史遺跡。